# Sylvioidea
Die Sylvioidea sind eine Überfamilie von Singvögeln innerhalb der Sylviida. Sie enthält ungefähr 640 Arten in gut 100 Gattungen und 8 Familien. Zu den Sylvioidea gehören insbesondere die Grasmückenartigen und ihre nächsten Verwandten. Daneben finden sich aber auch Timalien, Häherlinge und Bülbüls in der Überfamilie. Die Arten sind fast weltweit zu finden, mit Ausnahme von Südamerika und Antarktika. Der Schwerpunkt der Verbreitung liegt in Eurasien und Afrika, einige Arten findet man auch in Ozeanien. Auf dem amerikanischen Doppelkontinent ist die Überfamilie nur durch eine einzige Art der Papageischnäbel, die Chaparralgrasmücke, an der Westküste Nordamerikas vertreten.
Als Taxon wurden die Überfamilie erstmals unter der Bezeichnung Sylvioidea in den 1980er-Jahren durch Charles G. Sibley und Jon E. Ahlquist beschrieben (sensu auctorum) und als solche auch 1990 im Rahmen der Sibley-Ahlquist-Taxonomie bezeichnet. Allerdings war die Überfamilie damals wesentlich weiter gefasst (sensu lato) und umfasste einen wesentlichen Teil der Familien, die heute im Taxon Sylviida zusammengefasst sind.

## Beschreibung
Die Vertreter der Familie sind typischerweise kleine bis mittelgroße Singvögel. Ihre Größe variiert von 9 bis 34 Zentimetern, ihr Gewicht von unter 10 Gramm z B. bei der Wüstengrasmücke bis 170 Gramm beim Brustbandhäherling. Das Gefieder vieler Arten ist von überwiegend bräunlicher Färbung, wobei einige Arten durch kontrastreiche und teilweise auch farbenfrohe Partien auffallen.
Alle Arten der Überfamilie ernähren sich teilweise oder sogar ausschließlich insektivor und viele der nicht-tropischen Arten sind Zugvögel.

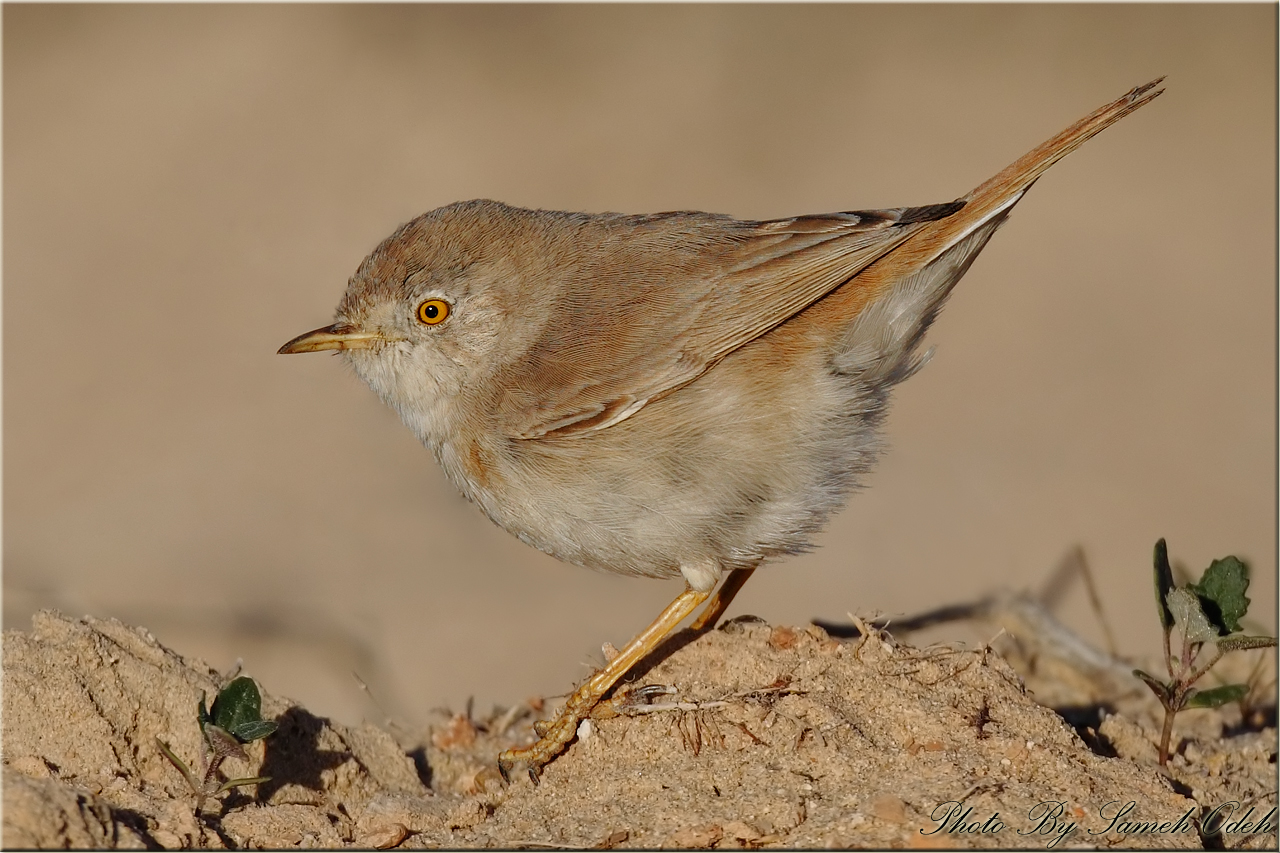
Wüstengrasmücke (Sylvia nana): besonders klein
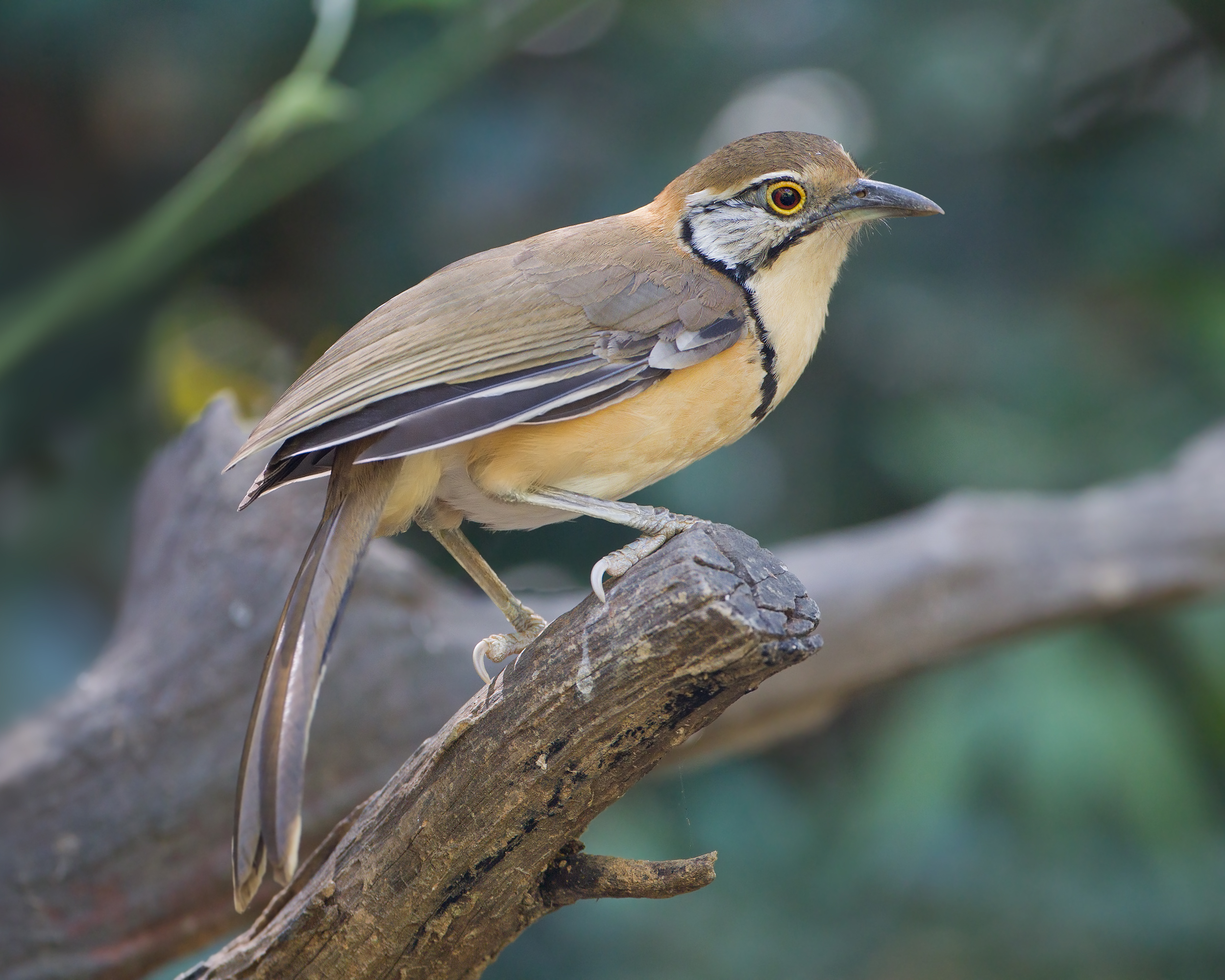
Brustbandhäherling (Pterorhinus pectoralis): besonders groß
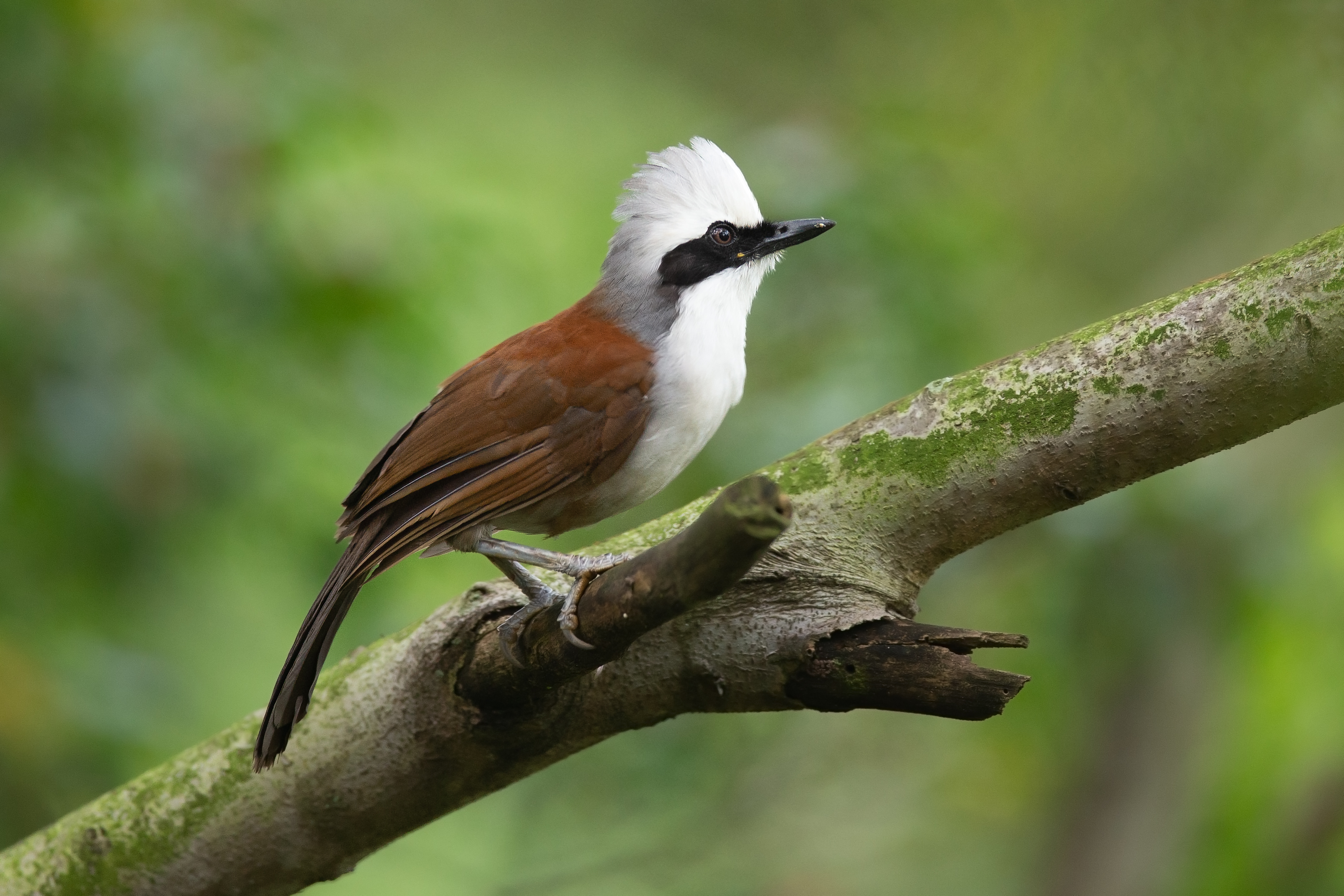
Weißhaubenhäherling (Garrulax leucolophus): besonders kontrastreich
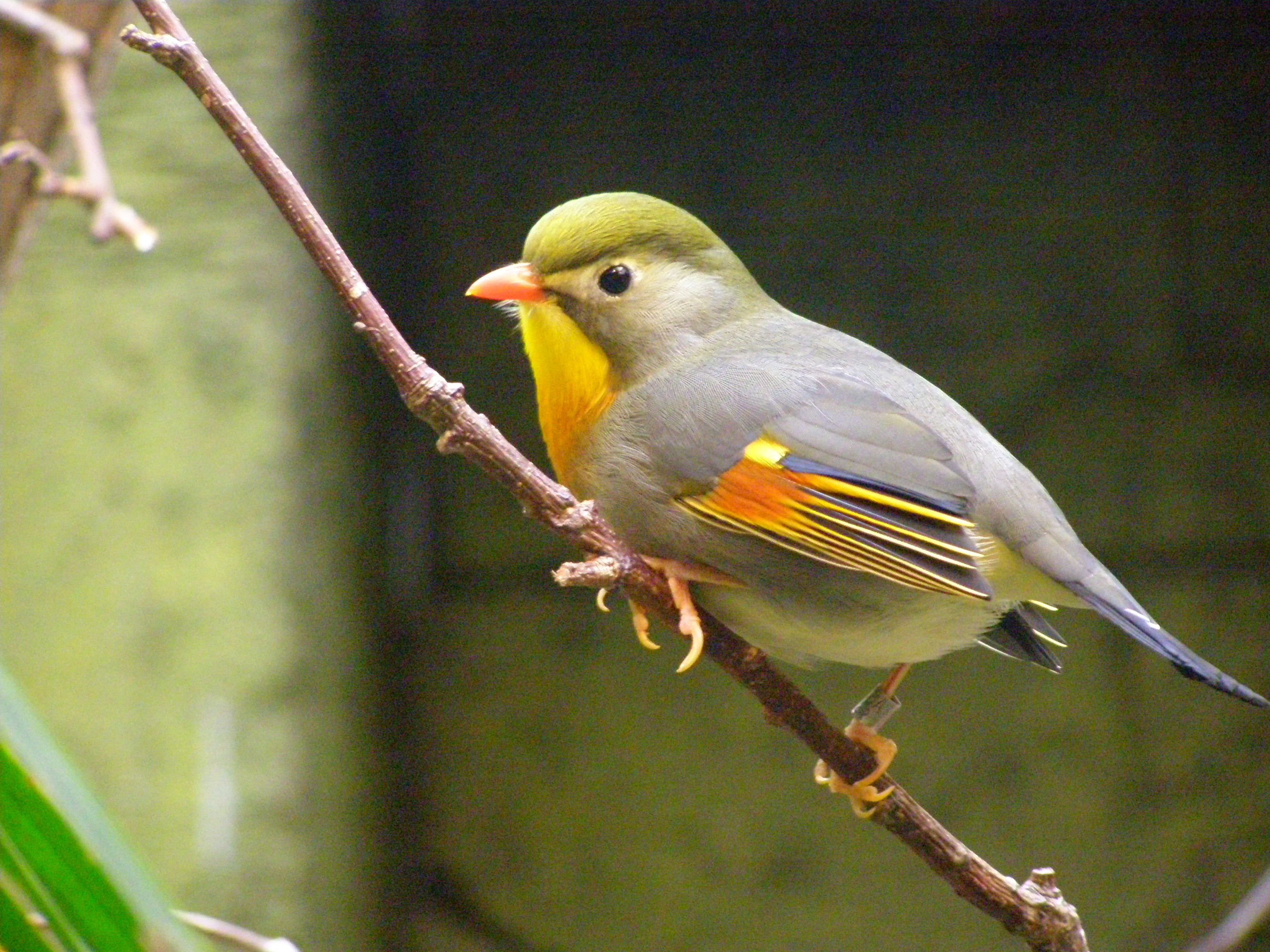
Rotschnabel-Sonnenvogel (Leiothrix lutea): besonders bunt

## Systematik
Schon in den 1980er- und 1990er-Jahren, aber vor allem seit den 2000er-Jahren führten molekulargenetischen Untersuchungen zu einer völligen Neuordnung der Vögel vom „Zweigsänger“-Typ, die vormals in der sehr umfangreichen Familie (etwa 440 Arten) der Zweigsänger (Sylviidae im damaligen Sinne) eingeordnet waren. Die Untersuchungen haben ergeben, dass diese umfangreiche Gruppe erst im viel größeren Zusammenhang der Gruppe, die heute als Sylviida geführt wird, zu einem monophyletischen Taxon zusammengefasst werden kann. Die Untersuchungen der 2010er-Jahre, insbesondere die im Jahre 2019 von Carl Oliveros et al. veröffentlichten Studien, haben dann schließlich eine genaue Gliederung der Sylviida ermöglicht, bei der sich einige größere Kladen ergeben, die nun als Überfamilien geführt werden. Die hier dargestellte Überfamilie ist die Klade aus acht Familien rund um die Grasmücken:
- Bülbüls (Pycnonotidae)
- Grasmückenartige (Sylviidae)
- Brillenvögel (Zosteropidae)
- Timalien (Timaliidae)
- Papageischnäbel (Paradoxornithidae)[6]
- Drosslinge (Pellorneidae)
- Häherlinge (Leiothrichidae)
- Zweigdrosslinge (Alcippeidae)

Die Schwesterklade nach den Ergebnissen der Oliveros-Arbeit stellt die Überfamilie rund um die Schwanzmeisen, die Aegithaloidea dar. Entwicklungsgeschichtlich haben sich diesen Kladen dieser Arbeit folgend im frühen Miozän vor etwa 22 Millionen Jahren (Ma) auf dem afrikanischen Kontinent getrennt. Die Bülbüls verbleiben dort, wohingegen die Radiation der anderen Familien in Eurasien bis etwa vor 15 Ma stattfindet, von wo aus diese Familien dann im Laufe der Zeit teilweise wieder andere Kontinente erreichen.